# Syneches pallidicornis
Syneches pallidicornis är en tvåvingeart som beskrevs av Frey 1938. Syneches pallidicornis ingår i släktet Syneches och familjen puckeldansflugor. Inga underarter finns listade i Catalogue of Life.